# Maria Molins Raich
Maria Molins Raich (Barcelona, 14 de febrer de 1973) és una actriu catalana de teatre, cinema i televisió. Es va fer popular amb un paper a la sèrie de Televisió de Catalunya El cor de la ciutat i ha obtingut diversos guardons com el Gaudí a la millor actriu protagonista per la pel·lícula El Bosc.

## Biografia
Maria Molins es va llicenciar en Art Dramàtic per l'Institut del Teatre de Barcelona, tot i que va fer fins al quart curs de l'Escola Superior de Dansa Contemporània del mateix institut. Posteriorment va ampliar la seva formació a l'Estudi Nancy Tuñon, al Col·legi del Teatre i a El Timbal.
Va iniciar la seva carrera al teatre, on ha desenvolupat bona part de la seva trajectòria professional. També va interpretar papers secundaris en sèries com Tocats de l’ala o Homenots, però el paper que li va donar rellevància va ser el d’Isabeleta a la sèrie El cor de la ciutat, de TV3. En cinema, va participar en produccions com Todo está en el aire, Cobardes i A la deriva.
L’any 2011 va protagonitzar el telefilm de TV3 14 d’abril. Macià contra Companys, i va fer un paper breu a la sèrie de Televisió Espanyola Cuéntame cómo pasó. L’any següent va formar part del repartiment de la mini-sèrie Historias robadas, d'Antena 3, i va participar en el telefilm Olor de colònia i en la sèrie Kubala, Moreno i Manchón, on feia el paper de Marta. També va protagonitzar la pel·lícula El bosc, junt a Àlex Brendemühl.
L’any 2013 va tornar al cinema amb la pel·lícula Hijo de Caín, junt amb José Coronado i David Solans, i el 2014 es va incorporar a la sèrie de TV3 La Riera. Igualment, va prendre part en el biopic Seve, the movie, en el qual representava a la mare del golfista Severiano Ballesteros.
Al 2015 es va integrar al repartiment de la sèrie de Telecinco La que se avecina i al 2016 al de la primera temporada de la sèrie La embajada d’Antena 3. Aquell mateix any va participar en la pel·lícula de suspens de producció argentina i espanyola Cien años de perdón i va protagonitzar el curtmetratge Ciudadanos de Marc Nadal.
El 2019 es va incorporar a la quarta temporada de la sèrie Servir y proteger i a la sèrie Hospital Valle Norte, totes dues de Televisió espanyola.
Des del juny de 2021 forma part de la nova Junta de l'Acadèmia del Cinema Català, presidida per la directora Judith Colell i Pallarès.

## Pel·lícules
- Todo está en el aire (2006)
- Covards (2008)
- A la deriva (2009)
- 14 d'abril: Macià contra Companys (2011, telefilm)
- El bosc (2013)
- Fill de Caín (2013)
- Seve the Movie (2014)

## Sèries de televisió
- El cor de la ciutat (2008-2009)
- Olor de colònia (2012)
- La Riera (2014-2015)
- Entrevias

## Premis i distincions
Maria Molins ha rebut diversos premis durant la seva trajectòria artística. El seu personatge a El cor de la ciutat va obtenir el premi de votació popular del programa El club de TV3. L’any 2006 va estar nominada al Premi Butaca a la millor actriu protagonista per l’obra Les aigües encantades.
També va estar nominada al Premi Gaudí a la millor actriu principal per la pel·lícula A la deriva l’any 2010, premi que va obtenir el 2013 per la pel·lícula El bosc, així al Premi Gaudí a la millor actriu secundària al 2014, per la pel·lícula Fill de Caín.
El 2015 va guanyar el premi a la millor actriu del Festival CineFosc de Monistrol de Montserrat, organitzat per l’associació Art i Esplai, pel seu paper al curtmetratge Lo que dejamos atrás.
L’any 2018 va rebre una nominació del Premi Butaca com a millor actriu de musical per l'espectacle Cabareta, que també estava nominat com a millor musical.